# A Real Madrid CF 2007–2008-as szezonja
A Real Madrid CF 2007–2008-as szezonja a csapat 104. idénye volt fennállása óta, sorozatban a 77. a spanyol első osztályban.

## Mezek
Gyártó: Adidas/
mezszponzor: bwin
| Hazai |  | Vendék |  | Harmadik |

## Átigazolások

### Érkezők
| Mezszám | Poz. | Nemzet   | Név                     | Kor | EU | Honnan              | Szerződés megnevezése   | Átigazolási időszak | Szerződés vége | Átigazolás összege | Forrás |
| ------- | ---- | -------- | ----------------------- | --- | -- | ------------------- | ----------------------- | ------------------- | -------------- | ------------------ | ------ |
| 13      | K    | spanyol  | Jordi Codina            | 25  | EU | Utánpótlás rendszer | Utánpótlásból felkerült | Nyár                | 2010           | Utánpótlás         |        |
| 22      | V    | spanyol  | Miguel Torres Gómez     | 21  | EU | Utánpótlás rendszer | Utánpótlásból felkerült | Nyár                | 2012           | Utánpótlás         |        |
|         | V    | spanyol  | Agus                    | 22  | EU | Utánpótlás rendszer | Utánpótlásból felkerült | Nyár                | 2010           | Utánpótlás         |        |
|         | KP   | spanyol  | Esteban Granero         | 20  | EU | Utánpótlás rendszer | Utánpótlásból felkerült | Nyár                | 2011           | Utánpótlás         |        |
|         | KP   | spanyol  | Rubén de la Red         | 22  | EU | Utánpótlás rendszer | Utánpótlásból felkerült | Nyár                | 2011           | Utánpótlás         |        |
|         | KP   | spanyol  | Adrián González Morales | 19  | EU | Utánpótlás rendszer | Utánpótlásból felkerült | Nyár                | 2011           | Utánpótlás         |        |
| 9       | CS   | spanyol  | Roberto Soldado         | 22  | EU | Osasuna             | Kölcsönből vissza       | Nyár                | 2012           | N/A                |        |
| 19      | KP   | brazil   | Júlio Baptista          | 25  | EU | Arsenal             | Kölcsönből vissza       | Nyár                | 2012           | N/A                |        |
| 24      | CS   | EQG      | Javier Balboa           | 22  | EU | Racing Santander    | Kölcsönből vissza       | nyár                | 2012           | N/A                |        |
| 11      | KP   | NLD      | Arjen Robben            | 23  | EU | Chelsea             | Átigazolás              | nyár                | 2012           | 36M €              |        |
| 3       | V    | Portugál | Pepe                    | 25  | EU | Porto               | Átigazolás              | nyár                | 2012           | 36M €              |        |
| 23      | KP   | NLD      | Wesley Sneijder         | 23  | EU | Ajax                | átigazolás              | nyár                | 2012           | 27M €              |        |
| 15      | V    | NLD      | Royston Drenthe         | 20  | EU | Feyenoord           | átigazolás              | nyár                | 2012           | 14M €              |        |
| 16      | V    | ARG      | Gabriel Heinze          | 29  | EU | Manchester United   | átigazolás              | nyár                | 2011           | 12M €              |        |
| 18      | CS   | ARG      | Javier Saviola          | 25  | EU | Barcelona           | átigazolás              | nyár                | 2011           | ingyen             |        |
| 21      | V    | GER      | Christoph Metzelder     | 26  | EU | Borussia Dortmund   | átigazolás              | nyár                | 2010           | ingyen             |        |
| 25      | L    | POL      | Jerzy Dudek             | 34  | EU | Liverpool           | átigazolás              | nyár                | 2009           | ingyen             |        |
| 29      | KP   | ESP      | Adrián González Morales | 19  | EU | Celta Vigo          | átigazolás              | tél                 | 2011           | N/A                |        |

Összes kiadás: 119M €

### Távozók
| Mezszám | Poszt | Nemzet   | Név                     | Kor | EU | Hová          | Szerződés megnevezés | Ár                        |
| ------- | ----- | -------- | ----------------------- | --- | -- | ------------- | -------------------- | ------------------------- |
| 3       | V     | brazil   | Roberto Carlos da Silva | 34  | EU | Fenerbahçe    | lejárt a szerződése  | ingyen                    |
|         | V     | argentin | Iván Helguera           | 32  | EU | Valencia      | lejárt a szerződése  | ingyen                    |
| 22      | V     | spanyol  | Pavón                   | 27  | EU | Zaragoza      | lejárt a szerződése  | ingyen                    |
| 23      | KP    | Angol    | David Beckham           | 32  | EU | LA Galaxy     | lejárt a szerződése  | ingyen                    |
| 24      | V     | ESP      | Álvaro Mejía Pérez      | 25  | EU | Murcia        | lejárt a szerződése  | ingyen                    |
| 25      | V     | spanyol  | Óscar Miñambres         | 26  | EU |               |                      | visszavonult              |
| 11      | V     | brazil   | Cicinho                 | 27  | EU | Roma          | átigazolás           | 9M €                      |
|         | V     | angol    | Jonathan Woodgate       | 27  | EU | Middlesbrough | átigazolás           | 7M £                      |
| 13      | K     | spanyol  | Diego López             | 25  | EU | Villarreal    | igazolás             | 7M €                      |
| 8       | KP    | BRA      | Emerson                 | 31  | EU | Milan         | igazolás             | 5M €                      |
|         | KP    | URU      | Diogo                   | 24  | EU | Zaragoza      | igazolás             | 4.5M €                    |
| 26      | KP    | ESP      | Rubén de la Red         | 22  | EU | Getafe        | átigazolás           | kölcsönbe                 |
| 15      | V     | ESP      | Raúl Bravo              | 26  | EU | Olympiacos    | átigazolás           | 2.3M                      |
|         | K     | ESP      | Javi García             | 20  | EU | Osasuna       | átigazolás           | Nem hozták nyilvánosságra |
|         | CS    | ESP      | Rayco                   | 20  | EU | Villarreal    | átigazolás           | Nem hozták nyilvánosságra |
|         | V     | ESP      | Miguel Palencia         | 23  | EU |               | átigazolás           | Nem hozták nyilvánosságra |
| 19      | KP    | ESP      | Reyes                   | 34  | EU | Arsenal       | átigazolás           | —                         |
| 18      | CS    | ITA      | Antonio Cassano         | 25  | EU | Sampdoria     | Kölcsönbe            | —                         |
|         | KP    | URU      | Pablo Gabriel García    | 25  | EU | Murcia        | Kölcsönbe            | —                         |
| 29      | KP    | ESP      | Adrián González Morales | 19  | EU | Celta Vigo    | Kölcsönbe            | —                         |
|         | V     | ESP      | Agus                    | 22  | EU | Celta Vigo    | Kölcsönbe            | —                         |
| 18      | KP    | ESP      | Esteban Granero         | 20  | EU | Getafe        | Kölcsönbe            | —                         |
| 29      | KP    | ESP      | Adrián González Morales | 19  | EU | Gimnàstic     | Kölcsönbe            | —                         |

Összes bevétel:  37.8M €

## Spanyol szuperkupa

### Első mérkőzés
| 2007. augusztus 11. |

| Sevilla               | 1–0         | Real Madrid |
| --------------------- | ----------- | ----------- |
| Luís Fabiano 11' (27) | Jegyzőkönyv |             |

| Ramón Sánchez Pizjuán, Sevilla Nézőszám: 45,000 |

| Sevilla | Real Madrid |

|              |    |                     |  |     |
|              |    |                     |  |     |
| K            | 1  | Andrés Palop        |  |     |
| V            | 4  | Dani Alves          |  |     |
| V            | 23 | Khalid Boulahrouz   |  |     |
| V            | 3  | Ivica Dragutinović  |  |     |
| V            | 16 | Antonio Puerta      |  |     |
| KP           | 18 | José Luis Martí (c) |  |     |
| KP           | 21 | Seydou Keita        |  |     |
| KP           | 7  | Jesús Navas         |  | 73' |
| KP           | 11 | Renato              |  | 56' |
| KP           | 5  | Duda                |  | 66' |
| CS           | 10 | Luís Fabiano        |  |     |
| Cserék:      |    |                     |  |     |
| K            | 29 | Pablo Vargas        |  |     |
| V            | 28 | Federico Fazio      |  |     |
| KP           | 8  | Christian Poulsen   |  |     |
| KP           | 17 | Diego Capel         |  | 66' |
| KP           | 20 | Tom De Mul          |  | 56' |
| KP           | 25 | Enzo Maresca        |  | 73' |
| CS           | 9  | Aleksandr Kerzhakov |  |     |
| Vezetőedző:  |    |                     |  |     |
| Juande Ramos |    |                     |  |     |

|                |    |                  |  |     |
|                |    |                  |  |     |
| KP             | 1  | Iker Casillas    |  |     |
| V              | 4  | Sergio Ramos     |  |     |
| V              | 3  | Pepe             |  |     |
| V              | 5  | Fabio Cannavaro  |  |     |
| V              | 22 | Miguel Torres    |  |     |
| KP             | 16 | Fernando Gago    |  | 46' |
| KP             | 6  | Mahamadou Diarra |  |     |
| KP             | 28 | Javier Balboa    |  | 62' |
| KP             | 14 | Guti             |  |     |
| KP             | 10 | Robinho          |  |     |
| CS             | 7  | Raúl (c)         |  |     |
| cserék:        |    |                  |  |     |
| K              | 13 | Jordi Codina     |  |     |
| V              | 2  | Míchel Salgado   |  |     |
| KP             | 11 | Arjen Robben     |  |     |
| KP             | 26 | Rubén de la Red  |  |     |
| CS             | 9  | Roberto Soldado  |  |     |
| CS             | 19 | Júlio Baptista   |  | 46' |
| CS             | 24 | Javier Saviola   |  | 62' |
| Vezetőedző:    |    |                  |  |     |
| Bernd Schuster |    |                  |  |     |

### Második mérkőzés
| 2007. augusztus 19. 22:00 |

| Real Madrid                         | 3–5         | Sevilla                                |
| ----------------------------------- | ----------- | -------------------------------------- |
| Drenthe 23' Cannavaro 44' Ramos 78' | Jegyzőkönyv | Renato 16'• 27' Kanouté 11' (37)• 80'• |

| Santiago Bernabéu, Madrid Nézőszám: 69,000 |

|                |    |                     |         |     |
|                |    |                     |         |     |
| GK             | 1  | Iker Casillas       |         |     |
| V              | 4  | Sergio Ramos        | 64'     |     |
| V              | 3  | Pepe                | 8′, 90′ |     |
| V              | 5  | Fabio Cannavaro     |         |     |
| V              | 22 | Miguel Torres       |         | 46' |
| KP             | 10 | Robinho             |         |     |
| KP             | 6  | Mahamadou Diarra    |         |     |
| KP             | 23 | Wesley Sneijder     |         | 82' |
| KP             | 15 | Royston Drenthe     |         |     |
| CS             | 17 | Ruud van Nistelrooy |         |     |
| CS             | 7  | Raúl (c)            |         | 63' |
| Cserék:        |    |                     |         |     |
| KP             | 14 | Guti                | 59'     | 46' |
| CS             | 24 | Javier Saviola      |         | 63' |
| CS             | 19 | Júlio Baptista      |         | 82' |
| Vezetőedző:    |    |                     |         |     |
| Bernd Schuster |    |                     |         |     |

| K            | 1  | Andrés Palop                      |     |     |
| V            | 4  | Dani Alves                        | 34' |     |
| V            | 15 | Aquivaldo Mosquera                |     | 46' |
| V            | 28 | Federico Fazio                    |     |     |
| V            | 3  | Ivica Dragutinović                |     |     |
| KP           | 18 | José Luis Martí (c)               |     |     |
| KP           | 8  | Christian Poulsen                 |     |     |
| KP\|         | 7  | Jesús Navas                       |     |     |
| KP           | 11 | Renato                            | 79' | 80' |
| KP           | 5  | Duda                              | 69' | 70' |
| CS           | 12 | Frédéric Kanouté                  |     |     |
| Cserék:      |    |                                   |     |     |
| KP           | 21 | Seydou Keita                      |     | 46' |
| CS           | 9  | Alekszandr Anatoljevics Kerzsakov |     | 70' |
| KP           | 25 | Enzo Maresca                      | 83' | 80' |
| Vezetőedző:  |    |                                   |     |     |
| Juande Ramos |    |                                   |     |     |

## La Liga
Győzelem
      Döntetlen
      Vereség
| Forduló | Ellenfél               | H/V | Eredmény |
| ------- | ---------------------- | --- | -------- |
| 1       | Atlético Madrid        | H   | 2–1      |
| 2       | Villarreal             | V   | 0–5      |
| 3       | Almería                | H   | 3–1      |
| 4       | Real Valladolid        | V   | 1–1      |
| 5       | Real Betis             | H   | 2–0      |
| 6       | Getafe                 | V   | 0–1      |
| 7       | Recreativo Huelva      | H   | 2–0      |
| 8       | Espanyol               | V   | 2–1      |
| 9       | Deportivo de La Coruña | H   | 3–1      |
| 10      | Valencia               | V   | 1–5      |
| 11      | Sevilla                | V   | 2–0      |
| 12      | Mallorca               | H   | 4–3      |
| 13      | Real Murcia            | V   | 1–1      |
| 14      | Racing Santander       | H   | 3–1      |
| 15      | Athletic Bilbao        | V   | 0–1      |
| 16      | Osasuna                | H   | 2–1      |
| 17      | Barcelona              | V   | 0–1      |
| 18      | Zaragoza               | H   | 2–0      |
| 19      | Levante                | V   | 0–2      |

| Forduló | Ellenfél               | H/V | Eredmény |
| ------- | ---------------------- | --- | -------- |
| 20      | Atlético Madrid        | V   | 0–2      |
| 21      | Villarreal             | H   | 3–2      |
| 22      | Almería                | V   | 2–0      |
| 23      | Real Valladolid        | H   | 7–0      |
| 24      | Real Betis             | V   | 2–1      |
| 25      | Getafe                 | H   | 0–1      |
| 26      | Recreativo Huelva      | V   | 2–3      |
| 27      | Espanyol               | H   | 2–1      |
| 28      | Deportivo de La Coruña | V   | 3–0      |
| 29      | Valencia               | H   | 2–3      |
| 30      | Sevilla                | H   | 3–1      |
| 31      | Mallorca               | V   | 1–1      |
| 32      | Real Murcia            | H   | 1–0      |
| 33      | Racing Santander       | V   | 0–2      |
| 34      | Athletic Bilbao        | H   | 3–0      |
| 35      | Osasuna                | V   | 1–2      |
| 36      | Barcelona              | H   | 4–1      |
| 37      | Zaragoza               | V   | 2–2      |
| 38      | Levante                | H   | 5–2      |

## Végeredmény
Utoljára frissítve 2008. május 18.
| Hely | Csapat           | M  | Gy | D  | V  | Rg | Kg | Gk  | P  | Kupába bejutás vagy Kiesés                                |
| ---- | ---------------- | -- | -- | -- | -- | -- | -- | --- | -- | --------------------------------------------------------- |
| 1    | Real Madrid      | 38 | 27 | 4  | 7  | 84 | 36 | +48 | 85 | UEFA Bajnokok Ligája 2008-2009 Csoportkör                 |
| 2    | Villarreal       | 38 | 24 | 5  | 9  | 63 | 40 | +23 | 77 | UEFA Bajnokok Ligája 2008-2009 Csoportkör                 |
| 3    | Barcelona        | 38 | 19 | 10 | 9  | 76 | 43 | +33 | 67 | UEFA Bajnokok Ligája 2008-2009 Harmadik selejtező forduló |
| 4    | Atlético Madrid  | 38 | 19 | 7  | 12 | 66 | 47 | +19 | 64 | UEFA Bajnokok Ligája 2008-2009 Harmadik selejtező forduló |
| 5    | Sevilla          | 38 | 20 | 4  | 14 | 75 | 49 | +26 | 64 | UEFA-kupa 2008-2009 Első forduló                          |
| 6    | Racing Santander | 38 | 17 | 9  | 12 | 42 | 41 | +1  | 60 | UEFA-kupa 2008-2009 Első forduló                          |
| 7    | Mallorca         | 38 | 15 | 14 | 9  | 69 | 54 | +15 | 59 |                                                           |
| 8    | Almería          | 38 | 14 | 10 | 14 | 42 | 45 | -3  | 52 |                                                           |
| 9    | Deportivo        | 38 | 15 | 7  | 16 | 46 | 47 | -1  | 52 | UEFA Intertotó Kupa 2008                                  |
| 10   | Valencia         | 38 | 15 | 6  | 17 | 48 | 62 | -14 | 51 | UEFA-kupa 2008-2009 Első forduló                          |
| 11   | Athletic Bilbao  | 38 | 13 | 11 | 14 | 40 | 43 | -3  | 50 |                                                           |
| 12   | Espanyol         | 38 | 13 | 9  | 16 | 43 | 53 | -10 | 48 |                                                           |
| 13   | Betis            | 38 | 12 | 11 | 15 | 45 | 51 | -6  | 47 |                                                           |
| 14   | Getafe           | 38 | 12 | 11 | 15 | 44 | 48 | -4  | 47 |                                                           |
| 15   | Valladolid       | 38 | 11 | 12 | 15 | 42 | 57 | -15 | 45 |                                                           |
| 16   | Recreativo       | 38 | 11 | 11 | 16 | 40 | 60 | -20 | 44 |                                                           |
| 17   | Osasuna          | 38 | 12 | 7  | 19 | 37 | 44 | -7  | 43 |                                                           |
| 18   | Zaragoza         | 38 | 10 | 12 | 16 | 50 | 51 | -11 | 42 | Kiesés a Segunda Divisiónba                               |
| 19   | Murcia           | 38 | 7  | 9  | 22 | 36 | 65 | -29 | 30 | Kiesés a Segunda Divisiónba                               |
| 20   | Levante          | 38 | 7  | 5  | 26 | 33 | 75 | -42 | 26 | Kiesés a Segunda Divisiónba                               |

M = Játszott mérkőzések; Gy = Győzelem; D = Döntetlen; V = Vereség; Rg = Rúgott gólok; Kg = Kapott gólok; Gk = Gólkülönbség; P = Pontszám

Osztályozási szabályok: 1. pontok száma; 2. egymás ellen gyűjtött pontok; 3. egymás elleni gólkülönbség; 4. egymás ellen lőtt gólok száma; 5. gólkülönbség; 6. lőtt gólok
Keresés: LFP

## Zamora-díj

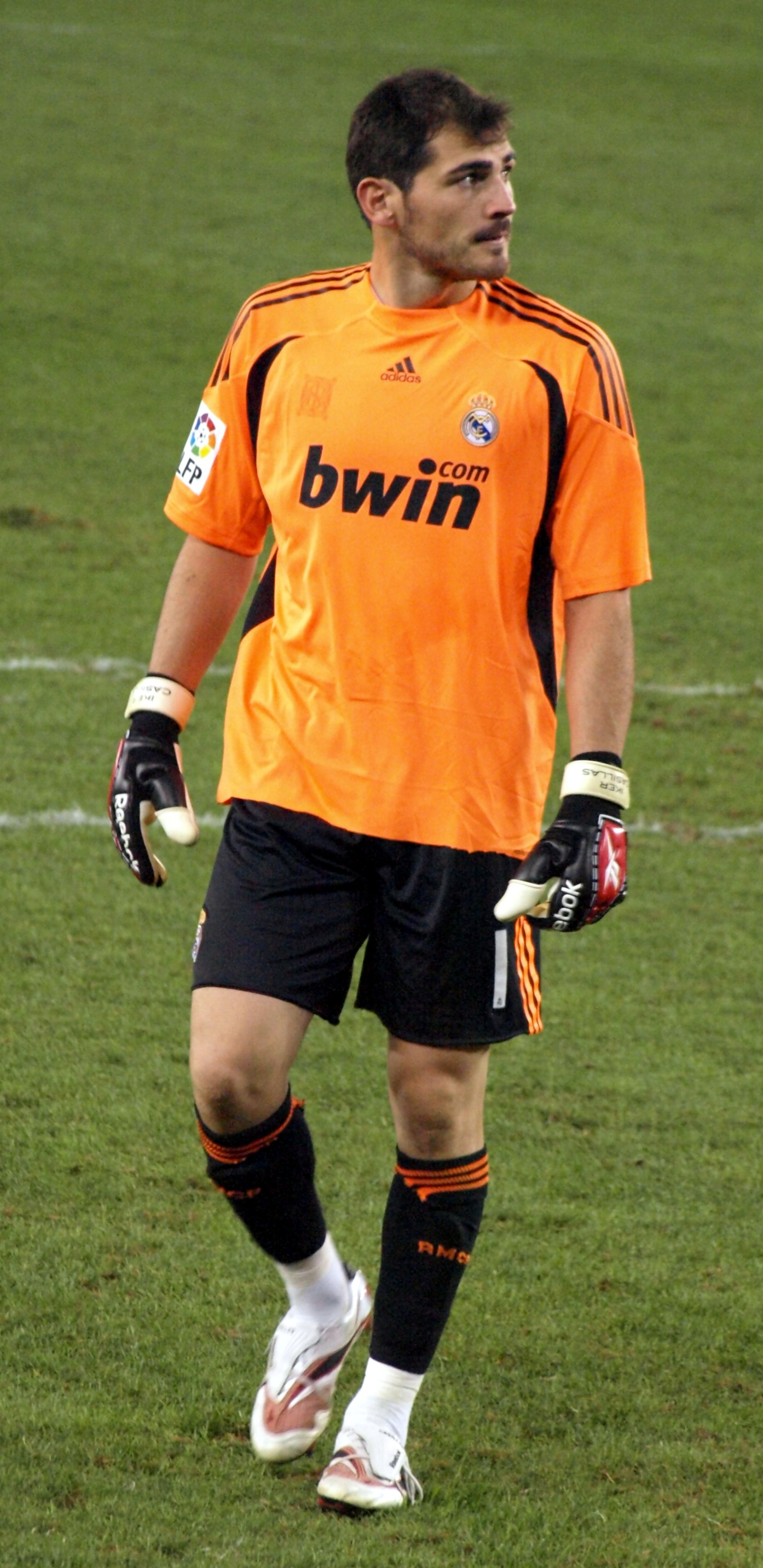
Iker Casillas Zamora-díj győztes lett.

| Szezon  | Játékos       | Nemzet        | Csapat           | Mérkőzés | Kapott gól | Együttható |
| ------- | ------------- | ------------- | ---------------- | -------- | ---------- | ---------- |
| 2007-08 | Iker Casillas | Spanyolország | Real Madrid (16) | 36       | 32         | 0.89       |

## Alfredo Di Stéfano-trófea

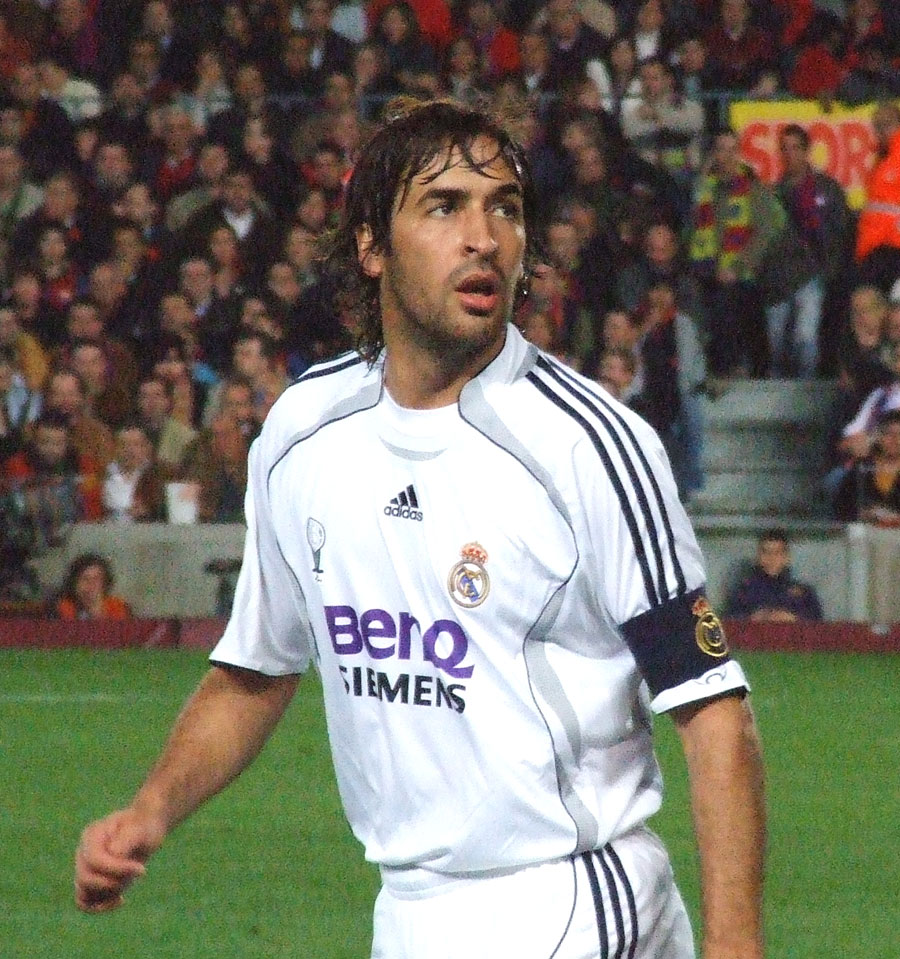
Raúl Di Stéfano-trófea győztes lett.

| # | Játékos       | Klub            |
| - | ------------- | --------------- |
| 1 | Raúl González | Real Madrid     |
| 2 | Sergio Agüero | Atlético Madrid |
| 3 | Iker Casillas | Real Madrid     |

## Külső hivatkozások
- Hivatalos weboldal